# Teatre Nacional Palestí
El Teatre Nacional Palestí Al-Hakawati (en àrab المسرح الوطني الفلسطيني الحكواتي, al-Masraḥ al-Waṭanī al-Filasṭīnī al-Ḥakawātī; en anglès Palestinian National Theatre Al-Hakawati; en hebreu תיאטרון אל-חכוואתי) és un teatre palestí que es troba en la ciutat de Jerusalem, en el barri de la Colònia Americana, prop de la Casa d'Orient. És una institució cultural sense ànim de lucre que produeix i representa espectacles i programes artístics, educatius i d'entreteniment, que reflecteixen les aspiracions del poble palestí a nivell nacional, col·laborant en el desenvolupament d'una política cultural palestina.
Les seves activitats se centren en particular en el públic jove que representa la major part de la població palestina. El TNP organitza tallers de formació i els seus espectacles realitzen gires a l'estranger.
El Teatre Nacional de Palestina no pot rebre subvencions de l'Autoritat Nacional Palestina i no vol demanar-les al govern israelià, per això desenvolupa les seves activitats gràcies a la col·laboració de governs i institucions àrabs i internacionals.

## Història

### Companyia teatral Al-Hakawati (1977-1988)
Els inicis del Teatre Nacional Palestí estan estretament lligats a la trajectòria de la companyia teatral Al-Hakawati, creada el 1977 a Jerusalem Est. Al-Hakawati Theatre va néixer com un projecte col·lectiu integrat per dramaturgs, directors d'escena i actors palestins, en la seva majoria procedents de Jerusalem i d'Israel, i liderat pel director i dramaturg François Abu Salem. El nom al-Hakawati significa «el Narrador d'històries», un paper rellevant en la tradició cultural palestina. En els anys que van seguir la Guerra dels Sis Dies de 1967, el sentiment d'una identitat nacional palestina emergeix amb més força i es vas agafar a un ressorgiment de la cultura palestina. Encara que sembli contradictori, l'ocupació dels territoris palestins per Israel va permetre un acostament entre els palestins d'Israel i els de Cisjordània i la Franja de Gaza, separats des de feia gairebé 20 anys. En aquest context neix el teatre d'Al-Hakawati, que uneix la influència del teatre avantguardista dels països occidentals amb la tradició que constitueix la seva major font d'inspiració.
Hagut d'en gran manera a les limitacions polítiques imposades per les autoritats israelianes, la majoria de les obres eren creades a partir d'improvisacions sobre temes concrets, inspirats per les experiències viscudes tant als territoris palestins com en l'exili. Com la censura els obligava a lliurar el text de les obres representades, els actors solien actuar sense text escrit. En el mateix temps, la companyia es va anar professionalitzant i va contribuir a despertar una consciència nacional cultural, multiplicant els intercanvis amb els altres territoris palestins. Aviat, la creació d'un teatre nacional per a Palestina es va perfilar com la seva principal meta.
Al novembre de 1983, la companyia de teatre Al-Hakawati va llogar l'edifici de l'antic cinema Al-Nuzha de Jerusalem Est, que havia estat cremat per un incendi. Gràcies a una subvenció de 100.000 dòlars de la Fundació Ford i a donacions de particulars i d'organitzacions palestines de Cisjordània i de l'estranger, l'edifici va ser rehabilitat i va obrir les portes com a Teatre Al-Hakawati en el maig de 1984. Era llavors l'únic centre cultural dels Territoris Palestins i la principal companyia palestina de teatre professional. A l'any següent, la direcció del teatre va ser confiada a un consell de directors format per artistes, escriptors i personalitats de la comunitat palestina.
L'esclat de la primera Intifada al desembre de 1987 va crear una nova realitat per a la companyia Al-Hakawati, que es va veure privada del seu públic «natural» enfront de la revolta, amb les seves desenes de morts i ferits i els seus milers de persones empresonades. Encara que la companyia en si no va sofrir cap restricció i va representar diverses produccions seves, les autoritats israelianes li van prohibir representar les seves obres en els principals escenaris de la rebel·lió: la franja de Gaza i Cisjordània. Diversos dels cofundadors de la companyia van veure necessari buscar noves estructures teatrals per adaptar-se a les circumstàncies, i el grup va començar a desmantellar-se. Abu Salim se'n va anar a França i la companyia es va dissoldre a la fi dels anys 1980. A partir d'aquest moment, el nom Al-Hakawati va ser utilitzat per diverses companyies independents de la regió de Jerusalem.

### Teatre nacional palestí (de 1989 d'ara endavant)
D'altra banda, la declaració d'independència de Palestina per part del Consell Nacional Palestí al novembre de 1988 va marcar un punt d'inflexió en el desenvolupament de la cultura palestina en general. Després de la Intifada, el 1989, el teatre Al Kawati va prendre temporalment el nom de Arab Cultural Center (Centre cultural Àrab), abans d'adoptar el seu nom definitiu, Al-Masrah al-Watani al-Filastini, el Teatre Nacional Palestí.
L'èxit de la companyia no es limitava a l'audiència palestina. Des de principis de la dècada de 1980, va organitzar gires per Israel i va participar en festivals en el Regne Unit, França, Alemanya Federal, Suïssa, Escandinàvia, Polònia, Itàlia, Països Baixos, Bèlgica, Espanya i Tunísia. A la fi dels anys 1980, va tenir una llarga gira per Europa, Japó i els Estats Units. Al setembre de 1993 François Abu Salem va tornar a Jerusalem Est per organitzar un taller dramàtic, i les recents negociacions de pau israelo-palestines en curs el van animar a reprendre les activitats d'Al-Hakawati en el Teatre Nacional Palestí. El director del Teatre Nacional de Palestina des de la seva fundació és Jamal Ghosheh.

## Descripció i activitats
El teatre consta de dues sales: un auditori de 400 butaques, i un altre de 150. Disposa d'una cafeteria i d'una llibreria d'art, així com de diversos espais en els quals es mostren exposicions de pintura i de fotografies.
Des de la seva creació, les activitats del Teatre Nacional Palestí han anat més enllà de l'activitat purament teatral. Té una labor de conservació de la cultura, del folklore i de la tradició, i una recerca activa de noves idees i talents enfocats cap a una expressió pròpiament palestina. El teatre acull més de 200 produccions cada any, incloent teatre, música, projeccions de pel·lícules i altres activitats orientades a la comunitat local. Organitza tallers, seminaris i altres activitats educatives per a artistes en diverses disciplines, on participen tant experts locals com a estrangers. El TNP col·labora també en la producció de pel·lícules, espectacles teatrals i de titelles, i acull cada any el International Puppet Festival, un festival internacional de titelles.
En els locals del TNP es troba la seu del Jerusalem Center for Arabic Music, un centre dedicat a l'ensenyament i divulgació de la música àrab en les seves diverses modalitats, que va ser creat el 1991 a partir del Departament de Música del TNP. El teatre acull també activitats del festival internacional itinerant PalFest (Palestine Festival of Literature), el Festival de Literatura de Palestina.